# شعر بني

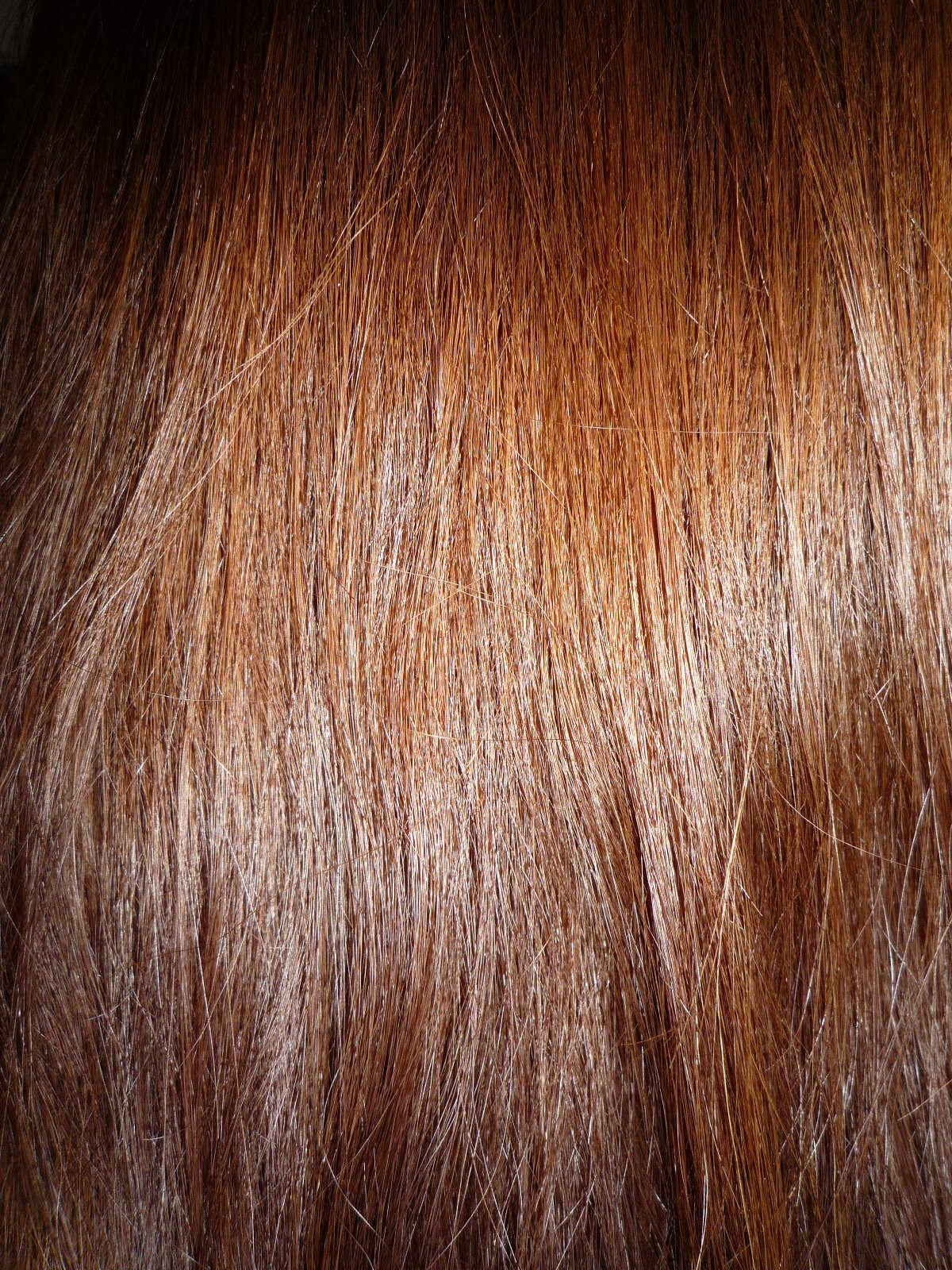
الشعر البني

الشعر البني، والذي يُشار إليه أيضًا بمصطلح "شقراء داكنة" أو "بُنيّة" عند النساء (Brunette)، هو ثاني أكثر ألوان الشعر شيوعًا بين البشر بعد الشعر الأسود. ويتدرج لونه من البني الفاتح إلى البني الداكن. ويتميّز هذا النوع من الشعر بارتفاع نسبة صبغة "اليوملانين" الداكنة، وانخفاض نسبة صبغة "الفيوميلانين" الفاتحة.
يُعد الشعر البني شائعًا بين سكان العالم الغربي، وخاصة في مناطق شمال غرب أوروبا والولايات المتحدة، وكذلك في وسط أوروبا وجنوبها وشرقها وجنوب شرقها، إضافة إلى دول أمريكا الجنوبية مثل الأرجنتين وتشيلي (المخروط الجنوبي)، والبرازيل، وكولومبيا، وكوستاريكا، وبورتو ريكو. كما يظهر بين بعض سكان الشرق الأوسط وآسيا الوسطى، حيث يتدرج تدريجيًا إلى اللون الأسود.
بالإضافة إلى ذلك، يُلاحظ وجود الشعر البني بين بعض السكان الأصليين في أستراليا وسكان ميلانيزيا.

## الكيمياء الحيوية
يعزى اللون المميز للشعر البني إلى صبغة تُعرف باسم اليوميلانين (eumelanin). يحتوي الشعر البني على كمية من اليوملانين أكثر من الشعر الأشقر، ولكنه يحتوي على كمية أقل بكثير من الشعر الأسود. ويوجد نوعان مختلفان من اليوملانين، ويُميز بينهما نمط الروابط في البوليمرات المكونة لهما. هذان النوعان هما: اليوملانين الأسود واليوملانين البني.
اليوملانين الأسود هو الأغمق، في حين أن اليوملانين البني أفتح بكثير منه. تؤدي الكمية القليلة من اليوملانين الأسود، في غياب أي أصباغ أخرى، إلى ظهور الشعر الرمادي. أما الكمية القليلة من اليوملانين البني دون وجود أي أصباغ أخرى، فهي تعطي لون الشعر الأصفر (الأشقر).
غالبًا ما يتحول لون الشعر الأشقر أو الأحمر الطبيعي إلى اللون البني مع مرور الوقت. يتميّز الأشخاص ذوو الشعر البني بأن خيوط شعرهم متوسطة السماكة.
يُعتقد أن الأشخاص ذوي الشعر البني ينتجون كميات أكبر من اليوملانين الذي يوفّر الحماية للبشرة، ويرتبط ذلك بامتلاكهم لون بشرة أكثر تجانسًا. ويتفاوت لون البشرة المرتبط بالشعر البني بشكل كبير، من الألوان الشاحبة جدًا إلى درجات الزيتوني الداكن.

## درجات اللون
يأتي الشعر البني بمجموعة واسعة من الدرجات، تتراوح من البني الداكن جدًا (الذي يكاد يكون أسود) إلى البني الفاتح (الذي يقترب من الأشقر) ويُظهر أحيانًا علامات بسيطة من الصفات الشقر. ومن بين درجات الشعر البني ما يلي:
- البني الغامق جدًا (deepest brunette): أغمق درجات البني، ويشبه أحيانًا لون الشوكولاتة الداكنة جدًا؛ وقد يبدو من بعيد كأنه أسود، وغالبًا ما يُظن خطأً أنه كذلك.
- البني الداكن (dark brown): درجة أعمق من البني المعتدل.
- البني شوكولاتة بالحليب (milk chocolate brown): لون يشبه لون الشوكولاتة بالحليب، متوسط إلى داكن بدرجة معتدلة.
- البني كستنائي داكن (dark chestnut brown): بني غني يميل إلى الأحمر الكستنائي الداكن.
- البني كستنائي فاتح (light chestnut brown): درجة أفتح من الكستنائي، تظهر بها لمحات دافئة.
- البني المتوسط (medium brown): درجة البني القياسية أو الشائعة، ويمكن مقارنتها بلون "البني الصدئ" (Russet brown).
- البني الجوزي (walnut brown): درجة دافئة من البني المتوسط، قريبة من الكستنائي الفاتح.
- البني الكراميل (caramel brown): درجة بنية دافئة ذات لمسة ذهبية، تشبه لون الكراميل.
- البني الذهبي الفاتح (light golden brown): أفتح درجات البني، يقترب كثيرًا من الأشقر الداكن.
- البني الفاتح الباهت (mousy): لون باهت من البني الفاتح، يُشبه أحيانًا الأشقر الداكن المتّسخ (dirty blond).
- البني الرمادي الفاتح (light ash brown): درجة بنية باهتة جدًا تميل إلى الأشقر الرمادي.
- البني المحمر (auburn brown): مزيج بين البني والأحمر، لون غني ودافئ.
- أفتح درجات البني (lightest brown): لون بني فاتح جدًا يتحول إلى أشقر متوسط عند التعرّض لأشعة الشمس.
- البني شراب القيقب (maple brown): بني ذهبي داكن يشبه لون شراب القيقب.